# やっさ踊り
やっさ踊り（やっさおどり）は、主に広島県三原市で行われるやっさ祭りで踊られる踊り。
「ヤッサ、ヤッサ」というかけ声にちなんでやっさ踊りと呼ばれる。約400年前の江戸時代に起源があるとされ、現在でも8月の第二日曜日を含む金・土・日に踊られる。

## やっさ踊りにちなんだ歌
見たか聞いたか　三原の城は　地から涌いたか　浮き城か
月はまんまる　金波に銀波　やっさ踊りに　夜が更ける
西へ行こうか　東へ行こうか　ここが思案の　開明橋よ